# Leeroy Matata
Leeroy Matata (* 31. Dezember 1996 in Bonn, bürgerlich Marcel Gerber) ist ein ehemaliger deutscher Webvideoproduzent und ehemaliger Rollstuhlbasketballer.

## Werdegang
Gerber wurde in Bonn als Sohn einer Deutschen und eines Kameruners geboren. Aufgrund der Knochenkrankheit juvenile Osteoporose ist er seit seinem vierten Lebensjahr Rollstuhlfahrer und strebte eine Karriere als Rollstuhlbasketballer an. Nach fünf Jahren in der Jugendabteilung schaffte Gerber bereits 2008 den Sprung in den Aktivenbereich und sammelte erste Erfahrungen in der Oberliga. Auch die Trainer der Landesauswahl wurden in dieser Zeit auf ihn aufmerksam, und so konnte er 2014 zum ersten Mal bei den Deutschen Juniorenmeisterschaften für das Team NRW antreten, mit dem er Deutscher Meister wurde.
Mit 16 Jahren spielte Gerber zum ersten Mal für die Deutsche U19-Nationalmannschaft. Zweieinhalb Jahre später folgte die Nominierung für die U22-Nationalmannschaft. Zeitgleich wechselte Gerber auf Vereinsebene in die 2. Bundesliga nach Wiesbaden. Im zweiten Jahr gelang es ihm, die Mannschaft zum Aufstieg in die 1. Bundesliga zu begleiten, während er abseits der Sporthalle die gymnasiale Oberstufe der Gesamtschule Beuel besuchte und mit dem Abitur in Bonn abschloss.
Parallel produzierte Gerber seine ersten YouTube-Videos und begann als Leeroy Matata mit der Karriere als Comedian, Influencer und Mental-Coach. Anfang Dezember 2023 waren auf seinem Kanal 343 Videos zu finden und seine Community umfasste über 2,43 Millionen Menschen.
Im September 2019 wurde der YouTuber gemeinsam mit Frank Elstner und My Name Is Andong für die YouTube Goldene Kamera Digital Awards in der Kategorie Best Newcomer nominiert, die Frank Elstner allerdings für sich gewann. Ende 2020 schaffte Leeroy es unter die zehn besten Top Creator in Deutschland.
Seit Anfang Februar 2020 moderierte Leeroy für den SWR das Format Leeroys Momente. Vom 15. bis 17. Februar 2020 nahm er als einziger deutscher YouTuber an der 55. Münchner Sicherheitskonferenz teil. Im September 2020 wechselte er mit seinem YouTube-Kanal Leeroy will's wissen! zum Online-Medienangebot funk, dem er bis 2023 angehörte. Am 26. Mai 2022 gewann er den About You Award in der Kategorie Empowerment.
Am 28. November 2023 gab er bekannt, keine weiteren YouTube-Videos mehr produzieren zu wollen und sich aus den sozialen Medien zurückzuziehen.

## Inhalte
Leeroy behandelte in seinen Videos ursprünglich Themen aus den Bereichen Comedy und Lifestyle, doch wurden vor allem ernste Themen angesprochen. So eröffnete er im Juli 2018 den Zweitkanal Leeroy will’s wissen! und begann mit dem Format Wie ist das …. In diesem trifft Leeroy Menschen, die einschneidende und besondere Erfahrungen gemacht haben oder ein schweres oder ungewöhnliches Schicksal mit sich tragen.
Das Format umfasste bis Oktober 2022 über 250 Gespräche, rund 370 Millionen Aufrufe und über 2,35 Millionen Abonnenten des Kanals.

## Auszeichnungen
- 2022: Sieger About You Award in der Kategorie Empowerment
- Seit 2021: Deutsches »Forbes«-Ranking: Die 30 Einflussreichsten Deutschen unter 30 Jahren

## Kontroverse
Immer wieder wurde Leeroy vorgeworfen, in manchen Formaten auf seinem Kanal Leeroy will's wissen!  mit unzureichender Moderation umstrittenen Positionen und Falschaussagen eine Plattform gegeben zu haben, ohne diese einzuordnen oder in einen Rahmen zu stellen. Beispielsweise veröffentlichte Leeroy am 27. August 2023 ein Interview mit dem letzten Überlebenden des Attentats vom 20. Juli 1944, Kurt Salterberg. Diesem wurde vorgeworfen, in dem Interview geschichtsrevisionistische und den Holocaust verharmlosende Äußerungen getroffen zu haben, welche von Leeroy nicht hinterfragt oder kommentiert worden seien.
In dem Video „AfD-Politiker trifft Transfrau“ vom Oktober 2022, Teil des Formats „Das Treffen“, wurden falsche Aussagen zum Selbstbestimmungsgesetz und zu Transgeschlechtlichkeit geäußert. Leeroy wurde für „Das Treffen“ von Kollegen und Journalisten kritisiert, die ihm vorwarfen, sich als Moderator während der Dialoge zu passiv zu verhalten. Durch vermeintliche Unwissenheit zu den Gästen könne er ein Gespräch auch bei schwierigen Themen nicht lenken und sei deshalb unfähig einzuschreiten, wenn etwa Falschinformationen verbreitet würden.
Im Oktober 2023 veröffentlichte Leeroy ein Video mit einem Zoophilen, wobei ein älteres Video mit demselben Gast aus dem Jahr 2022 damals nach Kritik gelöscht wurde. Genauso wie im nicht mehr verfügbaren Video wurden dort Ordnungswidrigkeiten nach dem Tierschutzgesetz zugegeben und besprochen.
Zu sämtlichen Vorwürfen folgte am 28. November 2023 eine Stellungnahme seitens Leeroy.

## Buch
- Zuhören ist die beste Antwort: Was ich aus meinen Begegnungen gelernt habe. Fischer, 2022, ISBN 978-3-10-491650-7